# Ídolos (1.ª temporada)
A primeira temporada do programa de televisão brasileiro Ídolos estreou no SBT, em 5 de abril de 2006. O programa foi apresentado por Beto Marden e Lígia Mendes, e teve Arnaldo Saccomani, Carlos Eduardo Miranda, Cynthia "Cyz" Zamorano e Thomas Roth como jurados. A grande final, exibida em 27 de julho de 2006, consagrou Leandro Lopes como vencedor.

## Audições
As audições ocorreram nas seguintes cidades:
| Cidade                          | Data                   | Local                             |
| ------------------------------- | ---------------------- | --------------------------------- |
| Recife, Pernambuco              | 25 de novembro de 2005 | Estádio Adelmar da Costa Carvalho |
| Brasília, Distrito Federal      | 8 de dezembro de 2005  | Porto Vittoria Eventos            |
| Porto Alegre, Rio Grande do Sul | 15 de dezembro de 2005 | Hotel Deville                     |
| Rio de Janeiro, Rio de Janeiro  | 13 de janeiro de 2006  | Ribalta Eventos                   |
| São Paulo, São Paulo            | 20 de janeiro de 2006  | Arena Anhembi                     |

Ao todo, foram 12 mil candidatos inscritos. Os candidatos deveriam ter entre 18 e 30 anos para serem audicionados.

## Teatro

### Chorus Line
O primeiro dia da fase do Teatro apresentou os 117 candidatos aprovados nas audições. Divididos em grupos, cada candidato devia subir ao palco e cantar individualmente uma canção a cappella para os jurados, até que eles pedissem para parar. 75 candidatos avançaram.

### Grupos
Os 75 concorrentes selecionados foram divididos em grupos de quatro ou três pessoas para se apresentarem juntos. Mesmo cantando em grupos, os candidatos são julgados individualmente, portanto as eliminações são individuais e não necessariamente do grupo todo. Os candidatos foram então divididos em três salas. Todos os concorrentes na sala 2 foram eliminados, enquanto os concorrentes nas salas 1 e 3 avançaram.

### Solos
45 candidatos chegaram à rodada final, que exigiu que os concorrentes cantassem mais uma vez individualmente. No final, os jurados levam os concorrentes em grupos de cinco e dizem-lhes se estão entre os 30 semifinalistas.

## Semifinais
Os 30 semifinalistas foram aleatoriamente divididos em 3 grupos de 10 candidatos. Cada concorrente cantaria na noite de seu respectivo grupo. Os três candidatos mais votados pelo público de cada grupo (independente de sexo) avançariam para as finais.
Houve também a Repescagem, na qual 8 candidatos que não conseguiram passar para a fase final foram escolhidos pelos jurados para se apresentarem novamente e disputarem a última vaga no Top 10.
Por ordem de aparição (classificados em negrito)

### Grupo 1

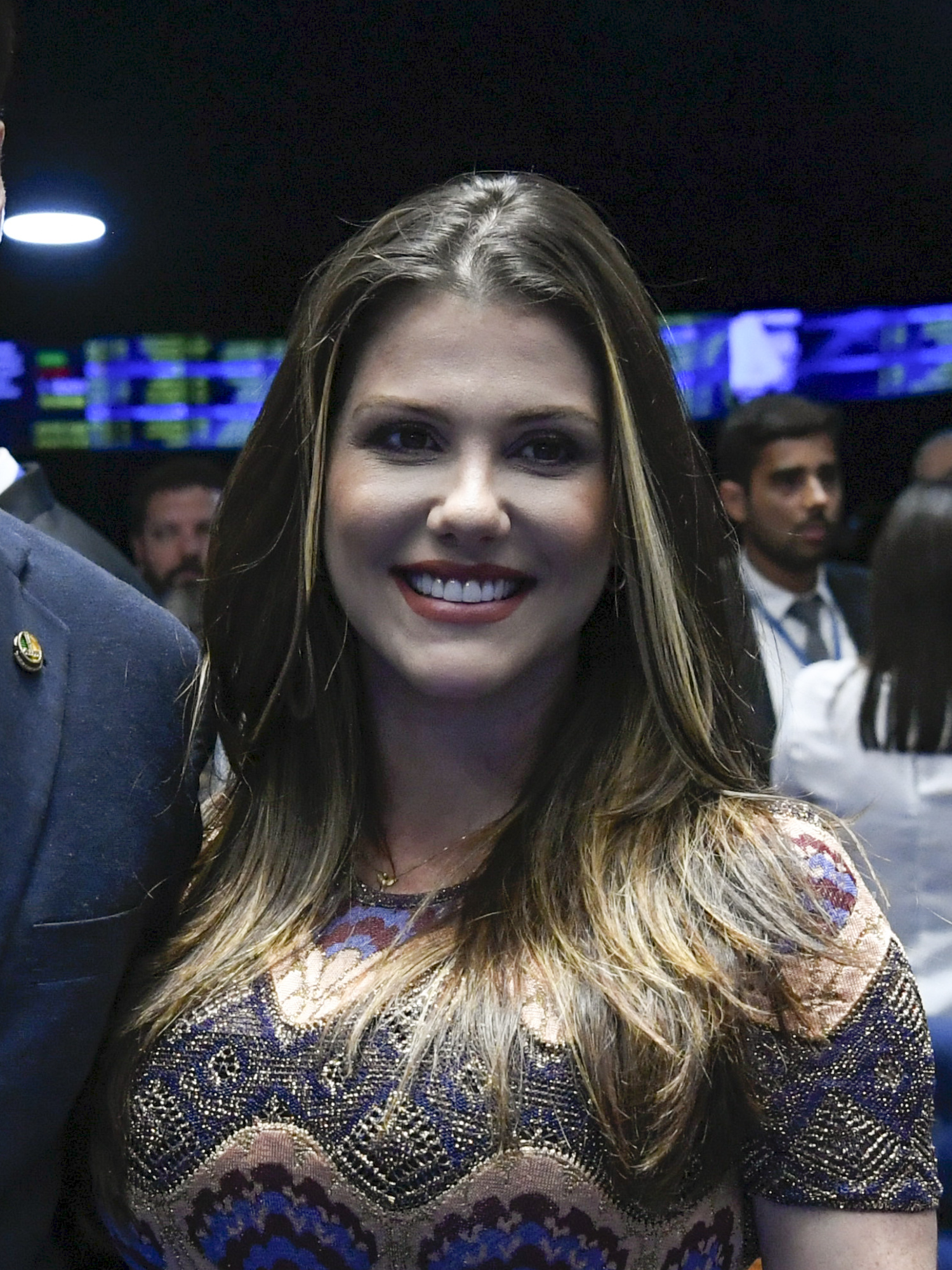
Millane Fortes, uma das semifinalistas da temporada.

1. Juliana Souza - "A Lua Q Eu T Dei" (Ivete Sangalo)
2. Reginaldo Paulino - "Eu Te Devoro" (Djavan)
3. Karina Silva - "Meu Ébano" (Alcione)
4. Osnir Alves - "Agora Vai" (Bruno & Marrone)
5. Larissa Raci - "Malandragem" (Cássia Eller)
6. Ebert Rodrigues - "Caça e Caçador" (Fábio Jr.)
7. Fernanda Azevedo - "Primavera" (Tim Maia)
8. Paulo Neto - "Adivinha O Quê" (Lulu Santos)
9. Millane Fortes - "Só Pro Meu Prazer" (Leoni)
10. Lucas Poletto - "Encostar na Tua" (Ana Carolina)

### Grupo 2
1. Márcio Bellini - "Volta pra Mim" (Roupa Nova)
2. Talita Garcia - "O Que É, O Que É?" (Gonzaguinha)
3. Gisele Dias - "Um Dia de Domingo" (Tim Maia)
4. Diogo Lima - "Faz Tempo" (Ivete Sangalo)
5. Pollyana Papel - "Todo Azul do Mar" (14 Bis)
6. Thaís Moreira - "Se..." (Djavan)
7. Gabriel Chagas - "Vapor Barato" (O Rappa)
8. Joseane Nogueira - "A Loba" (Alcione)
9. Davison Batista - "Oceano" (Djavan)
10. Vanessa Oliveira - "Memórias" (Pitty)

### Grupo 3
1. Lana Oliveira - "Por Enquanto" (Cássia Eller)
2. Paulo Azevedo - "Por Mais Que Eu Tente" (Marjorie Estiano)
3. Polyanna Hellena - "Quem de Nós Dois (La Mia Storia Tra Le Dita)" (Ana Carolina)
4. Alan Santos - "Que País É Este" (Legião Urbana)
5. Marielhe Borges - "Você Sempre Será" (Marjorie Estiano)
6. Angel Duarte - "É Isso Aí (The Blower's Daughter)" (Ana Carolina & Seu Jorge)
7. Ludmila Anjos - "Assim Que Se Faz" (Luciana Mello)
8. Giovana Félix - "Elevador (Livro de Esquecimento)" (Ana Carolina)
9. Ruy Felipe - "Final Feliz" (Jorge Vercillo)
10. Leandro Lopes - "Noite do Prazer" (Cláudio Zoli)

### Repescagem
1. Joseane Nogueira - "Primeiros Erros (Chove)" (Capital Inicial)
2. Talita Garcia - "Sampa" (João Gilberto)
3. Marielhe Borges - "Beija Eu" (Marisa Monte)
4. Reginaldo Paulino - "Se Eu Não Te Amasse Tanto Assim" (Ivete Sangalo)
5. Larissa Raci - "Fullgás" (Marina Lima)
6. Karina Silva - "Minha Alma (A paz que eu não quero)" (O Rappa)
7. Ludmila Anjos - "Não Resisto a Nós Dois" (Wanessa Camargo)
8. Davison Batista - "Desenho de Deus" (Armandinho)

## Finais

### Finalistas

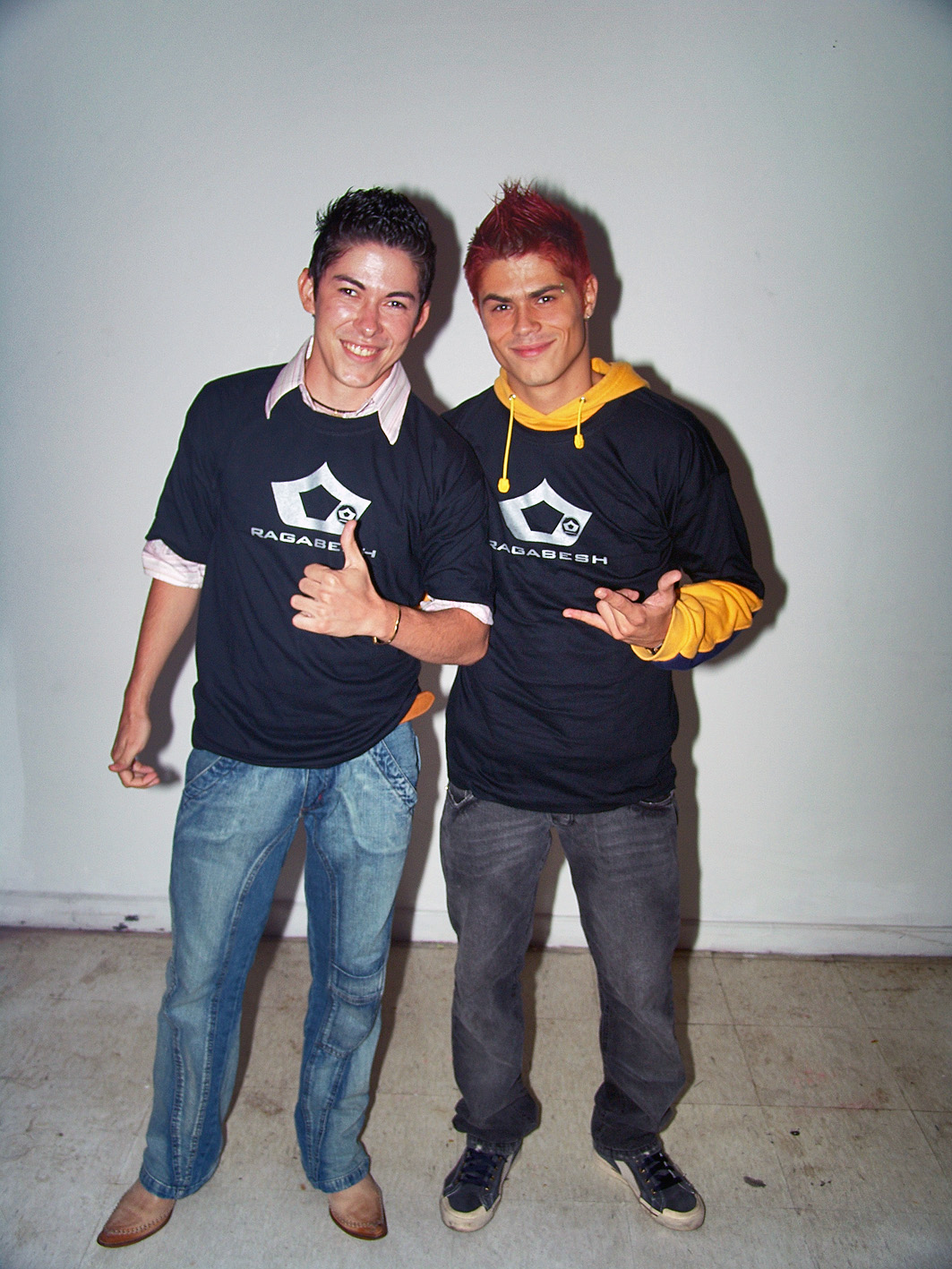
Da esquerda para a direita: O terceiro colocado Osnir Alves e o vencedor Leandro Lopes.

(idades e cidades fornecidas ao ingressar na competição)
| Candidato(a)     | Idade | Cidade                         | Resultado                           |
| ---------------- | ----- | ------------------------------ | ----------------------------------- |
| Leandro Lopes    | 22    | Rio de Janeiro, Rio de Janeiro | Vencedor em 27 de julho de 2006     |
| Lucas Poletto    | 20    | Medianeira, Paraná             | Vice-campeão em 27 de julho de 2006 |
| Osnir Alves      | 24    | Araguaína, Tocantins           | 8º eliminado em 20 de julho de 2006 |
| Vanessa Oliveira | 24    | Guaratinguetá, São Paulo       | 7ª eliminada em 13 de julho de 2006 |
| Paulo Neto       | 24    | Timbaúba, Pernambuco           | 6º eliminado em 6 de julho de 2006  |
| Angel Duarte     | 29    | Brasília, Distrito Federal     | 5º eliminado em 29 de junho de 2006 |
| Giovana Félix    | 19    | São Paulo, São Paulo           | 4ª eliminada em 22 de junho de 2006 |
| Davison Batista  | 27    | Lorena, São Paulo              | 3º eliminado em 15 de junho de 2006 |
| Thaís Moreira    | 24    | Brasília, Distrito Federal     | 2ª eliminada em 8 de junho de 2006  |
| Pollyana Papel   | 18    | Bebedouro, São Paulo           | 1ª eliminada em 1 de junho de 2006  |

| Legenda:                                                |
| ------------------------------------------------------- |
| O candidato foi salvo pelo público                      |
| O candidato ficou entre os 3 menos votados pelo público |
| O candidato ficou entre os 2 menos votados pelo público |
| O candidato foi o menos votado pelo público e eliminado |
| O candidato foi vice-campeão do programa                |
| O candidato foi vencedor do programa                    |

### Top 10 - MeuÍdolo
| Ordem | Candidato(a)     | Música (cantor original)                            | Resultado       |
| ----- | ---------------- | --------------------------------------------------- | --------------- |
| 1     | Lucas Poletto    | “O Sol” (Jota Quest)                                | Salvo           |
| 2     | Paulo Neto       | “Bete Balanço” (Cazuza)                             | 2º menos votado |
| 3     | Giovana Félix    | “Não Vá Embora” (Marisa Monte)                      | Salva           |
| 4     | Osnir Alves      | “Faz Eu Perder o Juízo” (Zezé Di Camargo & Luciano) | Salvo           |
| 5     | Pollyana Papel   | “Sorri” (Djavan)                                    | Eliminada       |
| 6     | Leandro Lopes    | “Paraíso” (Cláudio Zoli)                            | Salvo           |
| 7     | Thaís Moreira    | “Sina” (Djavan)                                     | Salva           |
| 8     | Davison Batista  | “Eu Sei Que Vou Te Amar” (Tom Jobim)                | Salvo           |
| 9     | Vanessa Oliveira | “Um Minuto Para o Fim do Mundo” (CPM 22)            | 3ª menos votada |
| 10    | Angel Duarte     | “Não Quero Dinheiro (Só Quero Amar)” (Tim Maia)     | Salvo           |

### Top 9 - Intérpretes Masculinos
| Ordem | Candidato(a)     | Música (cantor original)                 | Resultado       |
| ----- | ---------------- | ---------------------------------------- | --------------- |
| 1     | Osnir Alves      | “Adoro Amar Você” (Daniel)               | 3º menos votado |
| 2     | Davison Batista  | “Mais Uma Vez” (Jota Quest)              | Salvo           |
| 3     | Lucas Poletto    | “Só Hoje” (Jota Quest)                   | Salvo           |
| 4     | Giovana Félix    | “Essa Tal Liberdade” (Só Pra Contrariar) | Salva           |
| 5     | Angel Duarte     | “Quando Gira o Mundo” (Fábio Jr.)        | Salvo           |
| 6     | Vanessa Oliveira | “Na Moral” (Jota Quest)                  | 2ª menos votada |
| 7     | Paulo Neto       | “Codinome Beija-Flor” (Cazuza)           | Salvo           |
| 8     | Leandro Lopes    | “O Último Romântico” (Lulu Santos)       | Salvo           |
| 9     | Thaís Moreira    | “Tempos Modernos” (Lulu Santos)          | Eliminada       |

### Top 8 - Intérpretes Femininas
| Ordem | Candidato(a)     | Música (cantor original)                | Resultado       |
| ----- | ---------------- | --------------------------------------- | --------------- |
| 1     | Leandro Lopes    | “Lanterna dos Afogados” (Cássia Eller)  | Salvo           |
| 2     | Davison Batista  | “Mutante” (Rita Lee)                    | Eliminado       |
| 3     | Angel Duarte     | “Uma Noite e Meia” (Marina Lima)        | Salvo           |
| 4     | Paulo Neto       | “Quando a Chuva Passar” (Ivete Sangalo) | Salvo           |
| 5     | Lucas Poletto    | “Quando Chove” (Patricia Marx)          | 3º menos votado |
| 6     | Vanessa Oliveira | “Fixação” (Paula Toller/Kid Abelha)     | 2ª menos votada |
| 7     | Osnir Alves      | “Retratos e Canções” (Sandra de Sá)     | Salvo           |
| 8     | Giovana Félix    | “Madalena” (Elis Regina)                | Salva           |

### Top 7 - Ano do Nascimento
| Ordem | Candidato(a)     | Ano de nascimento | Música (cantor original)             | Resultado       |
| ----- | ---------------- | ----------------- | ------------------------------------ | --------------- |
| 1     | Lucas Poletto    | 1985              | “Não Diga Nada” (Prêntice)           | Salvo           |
| 2     | Osnir Alves      | 1981              | “Planeta Água” (Guilherme Arantes)   | 3º menos votado |
| 3     | Vanessa Oliveira | 1981              | “Abre Coração” (Marcelo)             | 2ª menos votada |
| 4     | Leandro Lopes    | 1984              | “Frisson” (Tunai)                    | Salvo           |
| 5     | Giovana Félix    | 1986              | “Começo, Meio e Fim” (Zizi Possi)    | Eliminada       |
| 6     | Paulo Neto       | 1981              | “Caçador de Mim” (Milton Nascimento) | Salvo           |
| 7     | Angel Duarte     | 1977              | “Mas Que Nada” (Jorge Ben Jor)       | Salvo           |

### Top 6 - Sucessos daJovem Pan FM
- Apresentação musical: Wanessa Camargo

| Ordem | Candidato(a)     | Música (cantor original)                          | Resultado       |
| ----- | ---------------- | ------------------------------------------------- | --------------- |
| 1     | Angel Duarte     | “Pescador de Ilusões” (O Rappa)                   | Eliminado       |
| 2     | Osnir Alves      | “Me Namora” (Edu Ribeiro)                         | Salvo           |
| 3     | Lucas Poletto    | “Vamos Fugir” (Skank)                             | 2º menos votado |
| 4     | Paulo Neto       | “Ai, Ai, Ai...” (Vanessa da Mata)                 | Salvo           |
| 5     | Vanessa Oliveira | “O Dia Que Não Terminou” (Detonautas Roque Clube) | 3ª menos votada |
| 6     | Leandro Lopes    | “Do Seu Lado” (Jota Quest)                        | Salvo           |

### Top 5 -Jovem Guarda
- Apresentação musical: Jerry Adriani

| Ordem | Candidato(a)     | Música (cantor original)                           | Ordem | Música (cantor original)         | Resultado       |
| ----- | ---------------- | -------------------------------------------------- | ----- | -------------------------------- | --------------- |
| 1     | Paulo Neto       | "Vem Quente Que Eu Estou Fervendo" (Erasmo Carlos) | 6     | "Coração de Papel" (Sérgio Reis) | Eliminado       |
| 2     | Lucas Poletto    | "Foi Assim" (Wanderléa)                            | 7     | "Devolva-me" (Leno & Lílian)     | Salvo           |
| 3     | Leandro Lopes    | "O Bom" (Eduardo Araújo)                           | 8     | "Vem Me Ajudar" (The Fevers)     | Salvo           |
| 4     | Osnir Alves      | "O Homem de Nazaré" (Antônio Marcos)               | 9     | "Pensando Nela" (Golden Boys)    | 2º menos votado |
| 5     | Vanessa Oliveira | "Estúpido Cupido" (Celly Campello)                 | 10    | "Prova de Fogo" (Wanderléa)      | Salva           |

### Top 4 -Regionalismo
- Apresentação musical: Capital Inicial

| Ordem | Candidato(a)     | Música (cantor original)                     | Ordem | Música (cantor original)           | Resultado       |
| ----- | ---------------- | -------------------------------------------- | ----- | ---------------------------------- | --------------- |
| 1     | Lucas Poletto    | "Te Amar Foi Ilusão" (Bruno & Marrone)       | 5     | "Beleza Rara" (Banda Eva)          | 2º menos votado |
| 2     | Vanessa Oliveira | "Sorte Grande" (Ivete Sangalo)               | 6     | "Clima de Rodeio" (Dallas Company) | Eliminada       |
| 3     | Leandro Lopes    | "Eva" (Rádio Táxi)                           | 7     | "Admirável Gado Novo" (Zé Ramalho) | Salvo           |
| 4     | Osnir Alves      | "Mexe Que é Bom" (Zezé Di Camargo & Luciano) | 8     | "Favo de Mel" (Bruno & Marrone)    | Salvo           |

### Top 3 - Livre Escolha
- Apresentação musical: MC Leozinho

| Ordem | Candidato(a)  | Música (cantor original)            | Ordem | Música (cantor original)                            | Resultado |
| ----- | ------------- | ----------------------------------- | ----- | --------------------------------------------------- | --------- |
| 1     | Lucas Poletto | "Pra Rua Me Levar" (Ana Carolina)   | 4     | "Sem Radar" (LS Jack)                               | Salvo     |
| 2     | Leandro Lopes | "As Sete Vampiras" (Leo Jaime)      | 5     | "Eu Me Rendo" (Fábio Jr.)                           | Salvo     |
| 3     | Osnir Alves   | "Choram as Rosas" (Bruno & Marrone) | 6     | "Sem Medo de Ser Feliz" (Zezé Di Camargo & Luciano) | Eliminado |

### Top 2 (Grande Final) -Single, Desafio dos Jurados e Sugestão dos Jurados
- Apresentações musicais: Maurício Manieri e Zé Ramalho

| Ordem | Candidato(a)  | Música                                     | Ordem | Música (cantor original)  | Ordem | Música (cantor original)                    | Resultado    |
| ----- | ------------- | ------------------------------------------ | ----- | ------------------------- | ----- | ------------------------------------------- | ------------ |
| 1     | Lucas Poletto | "Deixo a Voz Me Levar (What's Left of Me)" | 3     | "Luiza" (Tom Jobim)       | 5     | "Eu Sei Que Vou Te Amar" (Tom Jobim)        | Vice-campeão |
| 2     | Leandro Lopes | "Deixo a Voz Me Levar (What's Left of Me)" | 4     | "Queixa" (Caetano Veloso) | 6     | "Quero Te Encontrar" (Claudinho & Buchecha) | Vencedor     |

## Apresentações em grupo e Convidados
| Semana               | Cantores                         | Música                                                          |
| Top 9                | Top 9                            | "O Descobridor dos Sete Mares" (Tim Maia)                       |
| Top 8                | Top 8                            | "É Uma Partida de Futebol" (Skank)                              |
| Top 7                | Top 7                            | "País Tropical" (Jorge Ben Jor)                                 |
| Top 6                | Top 6                            | "Ela Só Pensa em Beijar (Se Ela Dança, Eu Danço)" (MC Leozinho) |
| Top 5                | Top 5                            | "Whisky a Go-Go" (Roupa Nova)                                   |
| Top 4                | Top 4                            | "Eu Só Quero Um Xodó" (Gilberto Gil)                            |
| Top 3                | Top 3                            | "Nascemos Pra Cantar" (Chitãozinho & Xororó)                    |
| Top 2 (Grande Final) | Top 10                           | "O Descobridor dos Sete Mares" (Tim Maia)                       |
| Top 2 (Grande Final) | Lucas Poletto e Maurício Manieri | "Primavera" (Tim Maia)                                          |
| Top 2 (Grande Final) | Leandro Lopes e Zé Ramalho       | "Admirável Gado Novo" (Zé Ramalho)                              |

## Resultados
| Não se apresentou | Top 30 | Repescagem | Top 10 | Vice-campeão | Ídolo 2006 |

| Salvo | 3 menos votados | 2 menos votados | Eliminado |

| Fase:   | Fase:             | Semifinais | Semifinais | Semifinais | Repescagem | Finais     | Finais     | Finais     | Finais     | Finais     | Finais     | Finais     | Finais     | Finais       |
| Fase:   | Fase:             | Grupo 1    | Grupo 2    | Grupo 3    | Repescagem | Top 10     | Top 9      | Top 8      | Top 7      | Top 6      | Top 5      | Top 4      | Top 3      | Top 2        |
| Semana: | Semana:           | 04/05      | 11/05      | 18/05      | 25/05      | 01/06      | 08/06      | 15/06      | 22/06      | 29/06      | 06/07      | 13/07      | 20/07      | 27/07        |
| Posição | Candidato(a)      | Resultados | Resultados | Resultados | Resultados | Resultados | Resultados | Resultados | Resultados | Resultados | Resultados | Resultados | Resultados | Resultados   |
| 1       | Leandro Lopes     | N/A        | N/A        | Top 10     | N/A        | Salvo      | Salvo      | Salvo      | Salvo      | Salvo      | Salvo      | Salvo      | Salvo      | Vencedor     |
| 2       | Lucas Poletto     | Top 10     | N/A        | N/A        | N/A        | Salvo      | Salvo      | 3-         | Salvo      | 2-         | Salvo      | 2-         | Salvo      | Vice-campeão |
| 3       | Osnir Alves       | Top 10     | N/A        | N/A        | N/A        | Salvo      | 3-         | Salvo      | 3-         | Salvo      | 2-         | Salvo      | Eliminado  |              |
| 4       | Vanessa Oliveira  | N/A        | Top 10     | N/A        | N/A        | 3-         | 2-         | 2-         | 2-         | 3-         | Salva      | Eliminada  |            |              |
| 5       | Paulo Neto        | Top 10     | N/A        | N/A        | N/A        | 2-         | Salvo      | Salvo      | Salvo      | Salvo      | Eliminado  |            |            |              |
| 6       | Angel Duarte      | N/A        | N/A        | Top 10     | N/A        | Salvo      | Salvo      | Salvo      | Salvo      | Eliminado  |            |            |            |              |
| 7       | Giovana Félix     | N/A        | N/A        | Top 10     | N/A        | Salva      | Salva      | Salva      | Eliminada  |            |            |            |            |              |
| 8       | Davison Batista   | N/A        | Repescagem | N/A        | Top 10     | Salvo      | Salvo      | Eliminado  |            |            |            |            |            |              |
| 9       | Thaís Moreira     | N/A        | Top 10     | N/A        | N/A        | Salva      | Eliminada  |            |            |            |            |            |            |              |
| 10      | Pollyana Papel    | N/A        | Top 10     | N/A        | N/A        | Eliminada  |            |            |            |            |            |            |            |              |
| 11–17   | Joseane Nogueira  | N/A        | Repescagem | N/A        | Eliminados |            |            |            |            |            |            |            |            |              |
| 11–17   | Karina Silva      | Repescagem | N/A        | N/A        | Eliminados |            |            |            |            |            |            |            |            |              |
| 11–17   | Larissa Raci      | Repescagem | N/A        | N/A        | Eliminados |            |            |            |            |            |            |            |            |              |
| 11–17   | Ludmila Anjos     | N/A        | N/A        | Repescagem | Eliminados |            |            |            |            |            |            |            |            |              |
| 11–17   | Marielhe Borges   | N/A        | N/A        | Repescagem | Eliminados |            |            |            |            |            |            |            |            |              |
| 11–17   | Reginaldo Paulino | Repescagem | N/A        | N/A        | Eliminados |            |            |            |            |            |            |            |            |              |
| 11–17   | Talita Garcia     | N/A        | Repescagem | N/A        | Eliminados |            |            |            |            |            |            |            |            |              |
| 18–30   | Alan Santos       | N/A        | N/A        | Eliminados |            |            |            |            |            |            |            |            |            |              |
| 18–30   | Lana Oliveira     | N/A        | N/A        | Eliminados |            |            |            |            |            |            |            |            |            |              |
| 18–30   | Paulo Azevedo     | N/A        | N/A        | Eliminados |            |            |            |            |            |            |            |            |            |              |
| 18–30   | Polyanna Hellena  | N/A        | N/A        | Eliminados |            |            |            |            |            |            |            |            |            |              |
| 18–30   | Ruy Felipe        | N/A        | N/A        | Eliminados |            |            |            |            |            |            |            |            |            |              |
| 18–30   | Diogo Lima        | N/A        | Eliminados |            |            |            |            |            |            |            |            |            |            |              |
| 18–30   | Gabriel Chagas    | N/A        | Eliminados |            |            |            |            |            |            |            |            |            |            |              |
| 18–30   | Gisele Dias       | N/A        | Eliminados |            |            |            |            |            |            |            |            |            |            |              |
| 18–30   | Márcio Bellini    | N/A        | Eliminados |            |            |            |            |            |            |            |            |            |            |              |
| 18–30   | Ebert Rodrigues   | Eliminados |            |            |            |            |            |            |            |            |            |            |            |              |
| 18–30   | Fernanda Azevedo  | Eliminados |            |            |            |            |            |            |            |            |            |            |            |              |
| 18–30   | Juliana Souza     | Eliminados |            |            |            |            |            |            |            |            |            |            |            |              |
| 18–30   | Millane Fortes    | Eliminados |            |            |            |            |            |            |            |            |            |            |            |              |